# マリオン・レノー
マリオン・レノー（Marion Reneau、1977年6月20日 - ）は、アメリカ合衆国カリフォルニア州トゥーレアリ出身の女性総合格闘家。エリートチーム所属。マリオン・ルノーとも表記される。

## 来歴
息子の学資金を稼ぐために総合格闘家を志し、2010年に33歳でプロデビュー。
アメリカ合衆国内のローカル団体で実績を挙げ、2013年にはリアリティ番組『The Ultimate Fighter』のシーズン18にエントリーしようとしたが、36歳という年齢がネックとなり、UFCに参加を断られた。しかし、レノーはその後も連勝を続け、放送の数ヶ月後にはUFCから契約オファーが届いた。

### UFC
2015年1月3日、UFC初参戦となったUFC 182でアレクシス・デュフレーンと対戦。デュフレーンがバンタム級の規定体重を3ポンド（約1.4kg）オーバーしたため、138ポンドのキャッチウェイトで試合が行われたが、レノーはデュフレーンを一方的に攻め立て、大差の判定勝ちを収めた。試合後、UFC代表のダナ・ホワイトは、レノーのパフォーマンスを称賛した上で「私は公式に謝罪する必要がある。彼女がTUFへの参加を希望した時、『君は年を取り過ぎている』と言って断ったのは間違いだった」とコメントした。
2015年2月22日、UFC Fight Night: Bigfoot vs. Mirでバンタム級ランキング10位のジェシカ・アンドラージと対戦し、1Rに三角絞めで一本勝ち。パフォーマンス・オブ・ザ・ナイトを受賞した。
2015年7月15日、UFC Fight Night: Mir vs. Duffeeでバンタム級ランキング10位のホリー・ホルムと対戦。キックを多用し距離を取り続けるホルムの戦法に苦しみ、0-3の判定負け。UFC初黒星を喫した。
2016年2月21日、UFC Fight Night: Cowboy vs. Cowboyでアシュリー・エヴァンス＝スミスと対戦し、1-2のスプリット判定で2連敗を喫した。
2017年3月11日、UFC Fight Night: Belfort vs. Gastelumでバンタム級ランキング9位のベチ・コヘイアと対戦。1、2Rは劣勢を強いられたが、3Rにコヘイアをフィニッシュ寸前まで追い込み、1-0のドロー判定となった。
2018年2月24日、UFC on FOX 28でバンタム級ランキング7位のサラ・マクマンと対戦し、2Rに三角絞めで一本勝ち。
2018年7月14日、UFC Fight Night: dos Santos vs. Ivanovでバンタム級ランキング6位のキャット・ジンガノと対戦。ジンガノのレスリング力に対応できず、0-3の判定負け。
2019年3月9日、UFC Fight Night: Lewis vs. dos Santosでバンタム級ランキング9位のヤナ・クニツカヤと対戦し、0-3の判定負け。
2020年6月20日、UFC on ESPN: Blaydes vs. Volkovで女子バンタム級ランキング6位のラケル・ペニントンと対戦し、判定負け。
2021年7月17日、UFC on ESPN: Makhachev vs. Moisésでミーシャ・テイトと対戦し、パウンドで3RTKO負け。試合後に引退を表明した。

## 人物・エピソード
- カリフォルニア州のファーマーズビル高校（英語版）で体育教師として働く兼業ファイターである[2]。

## 戦績
| 総合格闘技 戦績 | 総合格闘技 戦績 | 総合格闘技 戦績 | 総合格闘技 戦績 | 総合格闘技 戦績 | 総合格闘技 戦績 | 総合格闘技 戦績 |
| --------------- | --------------- | --------------- | --------------- | --------------- | --------------- | --------------- |
| 18 試合         | (T)KO           | 一本            | 判定            | その他          | 引き分け        | 無効試合        |
| 9 勝            | 5               | 3               | 1               | 0               | 1               | 0               |
| 8 敗            | 1               | 0               | 7               | 0               | 1               | 0               |

| 勝敗 | 対戦相手                       | 試合結果                          | 大会名                                 | 開催年月日     |
| ×    | ミーシャ・テイト               | 3R 1:53 TKO（パウンド）           | UFC on ESPN 26: Makhachev vs. Moisés   | 2021年7月17日  |
| ×    | メイシー・チアソン             | 5分3R終了 判定0-3                 | UFC on ESPN 21: Brunson vs. Holland    | 2021年3月20日  |
| ×    | ラケル・ペニントン             | 5分3R終了 判定0-3                 | UFC on ESPN 11: Blaydes vs. Volkov     | 2020年6月20日  |
| ×    | ヤナ・クニツカヤ               | 5分3R終了 判定0-3                 | UFC Fight Night: Lewis vs. dos Santos  | 2019年3月9日   |
| ×    | キャット・ジンガノ             | 5分3R終了 判定0-3                 | UFC Fight Night: dos Santos vs. Ivanov | 2018年7月14日  |
| ○    | サラ・マクマン                 | 2R 3:40 三角絞め                  | UFC on FOX 28: Emmett vs. Stephens     | 2018年2月24日  |
| ○    | タリタ・ベルナルド             | 3R 4:54 TKO（パウンド）           | UFC Fight Night: Volkov vs. Struve     | 2017年9月2日   |
| △    | ベチ・コヘイア                 | 5分3R終了 判定1-0                 | UFC Fight Night: Belfort vs. Gastelum  | 2017年3月11日  |
| ○    | ミラナ・ドゥディエバ           | 3R 3:03 TKO（グラウンドの肘打ち） | UFC Fight Night: Mousasi vs. Hall 2    | 2016年11月19日 |
| ×    | アシュリー・エヴァンス＝スミス | 5分3R終了 判定1-2                 | UFC Fight Night: Cowboy vs. Cowboy     | 2016年2月21日  |
| ×    | ホリー・ホルム                 | 5分3R終了 判定0-3                 | UFC Fight Night: Mir vs. Duffee        | 2015年7月15日  |
| ○    | ジェシカ・アンドラージ         | 1R 1:54 三角絞め                  | UFC Fight Night: Bigfoot vs. Mir       | 2015年2月22日  |
| ○    | アレクシス・デュフレーン       | 5分3R終了 判定3-0                 | UFC 182: Jones vs. Cormier             | 2015年1月3日   |
| ○    | モーリン・リオルダン           | 1R 4:15 腕ひしぎ十字固め          | RFA 16: Copeland vs. Jorgensen         | 2014年7月25日  |
| ○    | レスリー・ロドリゲス           | 1R 1:24 TKO（パンチ連打）         | TPF 17: Fall Brawl                     | 2013年11月14日 |
| ○    | リディア・レジェス             | 1R 0:10 KO（パンチ）              | TWC 15: Halloween Havoc 2              | 2012年10月26日 |
| ×    | ジュリア・アヴィラ             | 3分3R終了 判定0-3                 | TWC 13: Impact                         | 2012年1月27日  |
| ○    | シャンテル・カステヤノス       | 3R 1:38 TKO（パンチ連打）         | TWC 7: Violence                        | 2010年3月7日   |

## 表彰
- ブラジリアン柔術 黒帯
- UFC パフォーマンス・オブ・ザ・ナイト（1回）